# Strongylocentrotus fragilis
Strongylocentrotus fragilis is een zee-egel uit de familie Strongylocentrotidae. De zee-egel heeft een bolvormig pantser met een enigszins afgeplatte vorm. Het pantser is lichtroze van kleur en bedekt met witkleurige stekels. In voedselrijke gebieden kunnen ze in grote aantallen voorkomen.
De wetenschappelijke naam van de soort werd in 1912 gepubliceerd door Robert Tracy Jackson.
De soort leeft vele honderden meters diep in de abyssale zone voor de westelijke kusten van Noord-Amerika. 

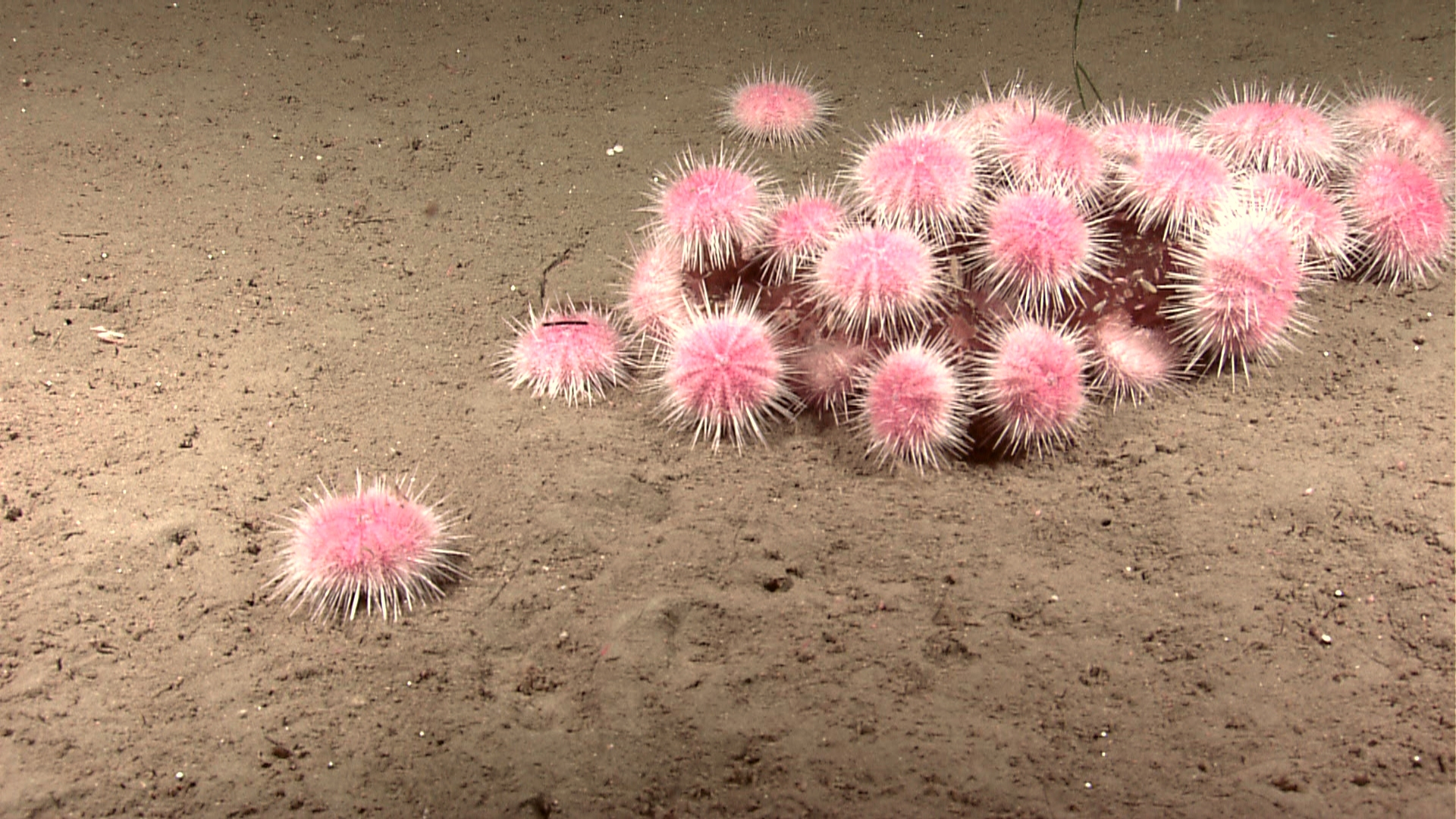
In voedselrijke gebieden komt de soort veelvuldig voor